# Grande Prêmio da Itália de 2016 (MotoGP)
O Grande Prêmio da MotoGP da Itália de 2016 ocorreu em 22 de maio.

## Resultados

### Classificação MotoGP
| Pos | Piloto           | Equipe                      | Moto    | Tempo     | Pontos |
| --- | ---------------- | --------------------------- | ------- | --------- | ------ |
| 1   | Jorge Lorenzo    | Movistar Yamaha MotoGP      | Yamaha  | 41'36.535 | 25     |
| 2   | Marc Marquez     | Repsol Honda Team           | Honda   | +0.019    | 20     |
| 3   | Andrea Iannone   | Ducati Team                 | Ducati  | +4.742    | 16     |
| 4   | Dani Pedrosa     | Repsol Honda Team           | Honda   | +4.910    | 13     |
| 5   | Andrea Dovizioso | Ducati Team                 | Ducati  | +6.256    | 11     |
| 6   | Maverick Viñales | Team SUZUKI ECSTAR          | Suzuki  | +8.670    | 10     |
| 7   | Bradley Smith    | Monster Yamaha Tech 3       | Yamaha  | +13.340   | 9      |
| 8   | Danilo Petrucci  | OCTO Pramac Yakhnich        | Ducati  | +14.598   | 8      |
| 9   | Aleix Espargaro  | Team SUZUKI ECSTAR          | Suzuki  | +18.643   | 7      |
| 10  | Michele Pirro    | Ducati Team                 | Ducati  | +22.298   | 6      |
| 11  | Cal Crutchlow    | LCR Honda                   | Honda   | +27.936   | 5      |
| 12  | Hector Barbera   | Avintia Racing              | Ducati  | +35.712   | 4      |
| 13  | Eugene Laverty   | Aspar Team MotoGP           | Ducati  | +38.032   | 3      |
| 14  | Stefan Bradl     | Aprilia Racing Team Gresini | Aprilia | +40.094   | 2      |
| 15  | Pol Espargaro    | Monster Yamaha Tech 3       | Yamaha  | +59.811   | 1      |
| 16  | Yonny Hernandez  | Aspar Team MotoGP           | Ducati  | +1'04.397 | 0      |

### Classificação Moto2
| Pos | Piloto              | Equipe                        | Moto     | Tempo     | Pontos |
| --- | ------------------- | ----------------------------- | -------- | --------- | ------ |
| 1   | Sam Lowes           | Federal Oil Gresini Moto2     | Kalex    | 5'45.889  | 25     |
| 2   | Thomas Luthi        | Garage Plus Interwetten       | Kalex    | +0.083    | 20     |
| 3   | Takaaki Nakagami    | IDEMITSU Honda Team Asia      | Kalex    | +0.575    | 16     |
| 4   | Lorenzo Baldassarri | Forward Team                  | Kalex    | +0.678    | 13     |
| 5   | Alex Rins           | Paginas Amarillas HP 40       | Kalex    | +0.815    | 11     |
| 6   | Axel Pons           | AGR Team                      | Kalex    | +1.407    | 10     |
| 7   | Marcel Schrotter    | AGR Team                      | Kalex    | +1.758    | 9      |
| 8   | Simone Corsi        | Speed Up Racing               | Speed Up | +2.232    | 8      |
| 9   | Johann Zarco        | Ajo Motorsport                | Kalex    | +2.280    | 7      |
| 10  | Sandro Cortese      | Dynavolt Intact GP            | Kalex    | +2.518    | 6      |
| 11  | Hafizh Syahrin      | Petronas Raceline Malaysia    | Kalex    | +3.123    | 5      |
| 12  | Franco Morbidelli   | Estrella Galicia 0,0 Marc VDS | Kalex    | +3.179    | 4      |
| 13  | Dominique Aegerter  | CarXpert Interwetten          | Kalex    | +3.459    | 3      |
| 14  | Mattia Pasini       | Italtrans Racing Team         | Kalex    | +3.759    | 2      |
| 15  | Luis Salom          | SAG Team                      | Kalex    | +4.274    | 1      |
| 16  | Miguel Oliveira     | Leopard Racing                | Kalex    | +4.309    | 0      |
| 17  | Julian Simon        | QMMF Racing Team              | Speed Up | +4.381    | 0      |
| 18  | Xavier Simeon       | QMMF Racing Team              | Speed Up | +4.926    | 0      |
| 19  | Danny Kent          | Leopard Racing                | Kalex    | +5.110    | 0      |
| 20  | Xavi Vierge         | Tech 3 Racing                 | Tech 3   | +6.042    | 0      |
| 21  | Robin Mulhauser     | CarXpert Interwetten          | Kalex    | +6.522    | 0      |
| 22  | Isaac Viñales       | Tech 3 Racing                 | Tech 3   | +6.989    | 0      |
| 23  | Ricard Cardus       | JPMoto Malaysia               | Suter    | +7.209    | 0      |
| 24  | Jonas Folger        | Dynavolt Intact GP            | Kalex    | +7.253    | 0      |
| 25  | Edgar Pons          | Paginas Amarillas HP 40       | Kalex    | +8.022    | 0      |
| 26  | Federico Fuligni    | Team Ciatti                   | Kalex    | +8.326    | 0      |
| 27  | Ratthapark Wilairot | IDEMITSU Honda Team Asia      | Kalex    | +8.903    | 0      |
| 28  | Alessandro Tonucci  | Tasca Racing Scuderia Moto2   | Kalex    | +10.424   | 0      |
| 29  | Jesko Raffin        | Sports-Millions-EMWE-SAG      | Kalex    | +12.007   | 0      |
| 30  | Alex Marquez        | Estrella Galicia 0,0 Marc VDS | Kalex    | +1'38.604 | 0      |

### Classificação Moto3
| Pos | Piloto                | Equipe                    | Moto     | Tempo     | Pontos |
| --- | --------------------- | ------------------------- | -------- | --------- | ------ |
| 1   | Brad Binder           | Red Bull KTM Ajo          | KTM      | 39'49.382 | 25     |
| 2   | Fabio Di Giannantonio | Gresini Racing Moto3      | Honda    | +0.038    | 20     |
| 3   | Francesco Bagnaia     | ASPAR Mahindra Team Moto3 | Mahindra | +0.069    | 16     |
| 4   | Niccolò Antonelli     | Ongetta-Rivacold          | Honda    | +0.075    | 13     |
| 5   | Fabio Quartararo      | Leopard Racing            | KTM      | +0.077    | 11     |
| 6   | Hiroki Ono            | Honda Team Asia           | Honda    | +1.037    | 10     |
| 7   | Joan Mir              | Leopard Racing            | KTM      | +1.532    | 9      |
| 8   | Nicolo Bulega         | SKY Racing Team VR46      | KTM      | +1.538    | 8      |
| 9   | Juanfran Guevara      | RBA Racing Team           | KTM      | +1.567    | 7      |
| 10  | Andrea Migno          | SKY Racing Team VR46      | KTM      | +1.762    | 6      |
| 11  | Jules Danilo          | Ongetta-Rivacold          | Honda    | +1.791    | 5      |
| 12  | Enea Bastianini       | Gresini Racing Moto3      | Honda    | +1.792    | 4      |
| 13  | Gabriel Rodrigo       | RBA Racing Team           | KTM      | +1.933    | 3      |
| 14  | Jorge Martin          | ASPAR Mahindra Team Moto3 | Mahindra | +2.011    | 2      |
| 15  | Lorenzo Dalla Porta   | Schedl GP Racing          | KTM      | +2.041    | 1      |
| 16  | Livio Loi             | RW Racing GP BV           | Honda    | +2.391    | 0      |
| 17  | Jakub Kornfeil        | Drive M7 SIC Racing Team  | Honda    | +2.434    | 0      |
| 18  | Bo Bendsneyder        | Red Bull KTM Ajo          | KTM      | +2.577    | 0      |
| 19  | Tatsuki Suzuki        | CIP-Unicom Starker        | Mahindra | +2.775    | 0      |
| 20  | Karel Hanika          | Platinum Bay Real Estate  | Mahindra | +4.289    | 0      |
| 21  | Maria Herrera         | MH6 Team                  | KTM      | +4.916    | 0      |
| 22  | Adam Norrodin         | Drive M7 SIC Racing Team  | Honda    | +34.654   | 0      |
| 23  | John Mcphee           | Peugeot MC Saxoprint      | Peugeot  | +34.692   | 0      |
| 24  | Stefano Valtulini     | 3570 Team Italia          | Mahindra | +34.739   | 0      |
| 25  | Lorenzo Petrarca      | 3570 Team Italia          | Mahindra | +42.628   | 0      |